# 悉尼·米德尔顿
悉尼·米德尔顿（英語：Sydney Middleton，1884年2月24日—1945年9月2日），澳大利亚男子赛艇、橄榄球运动员。他曾代表澳大拉西亚参加1908年和1912年夏季奥林匹克运动会，其中1908年奥运会获得一枚金牌。